# IFK Norrköping OF
IFK Norrköping OF är orienteringssektionen i den svenska idrottsföreningen IFK Norrköping, och startades 1937. Orienteringssektionen har sin klubbstuga i Duvhult (Sörsjön), där de även arrangerar tipspromenad på söndagar.